# 五十嵐家住宅
五十嵐家住宅（いがらしけじゅうたく）は、新潟県阿賀町にある山村農家の住宅。1991年（平成3年）に国の重要文化財に指定された。

## 概要
以下の3棟で構成される。
- 主屋 - 宝暦9年（1759年）築[1]
- 上手蔵 - 弘化4年（1847年）築[1]
- 下手蔵 - 大正13年（1924年）築[1]

2022年（令和4年）8月3日から4日にかけての豪雨による土砂崩れで建物が倒壊した。